# Hato
Hato è un comune della Colombia facente parte del dipartimento di Santander.
L'abitato venne fondato da Eduardo Sierra Barreneche nel 1825.